# Омелян Суничук
Омелян Суничук — діяч ОУН-УПА,  член комітету політичних в’язнів під час Кенгірського повстання політичних в’язнів ГУЛАГу, яке відбулося 16 травня – 26 червня 1954 років в Казахстані.

## Біографія

#### Ранні роки
Омелян народився 1923 р. у селі Більче Демидівського району на Рівненщині. Батьки були середнього достатку. Мати Ксенія – селянка, батько Сила – офіцер російської царської армії часів Першої світової. У сім’ї виховували троє дітей – старший Володимир із 1921 року, молодша Ольга народилася у 1930-му.
Омелян закінчив у червні 1941 року місцеву середню школу. У цей час став членом Організації Українських Націоналістів, яка вела боротьбу за здобуття Україною незалежності.
На початку німецької окупації у селі відбулися збори. Селянам дозволили обрати серед своїх членів допомогову поліцію. Хтось запропонував Омеляна, громада підтримала. Хлопець погодився на службу за порадою товаришів із ОУН – потрібно було використати нагоду для прикриття вишколам – навчатися військової справи, щоб справа боротьби за Україну була реальною.
Через 2-3 місяці ці хлопці з поліції, захоплювали нацистську зброю та боєприпаси і переходили в ліси. Створювали перші відділи самооборони, що потім стали основою Української Повстанської Армії.
Омелян у поліції служив лише два тижні. Він мріяв вчитися, тож поїхав у Луцьк. Вступив в учительську семінарію. Проте училище скоро закрили і він перейшов на матуральні курси, які очолював член ОУН Іван Білецький.
Суничук був слухачем гуманітарного відділення. Через місяць у Луцьку відкрилися богословсько-пастирські курси і Омелян перейшов туди.  Ці курси заснував єпископ Полікарп Сікорський – тимчасовий адміністратор Православної Автокефальної Церкви на землях України, призначений митрополитом УАПЦ Діонісієм.
Нацисти почали вивозити молодь на роботу в Німеччину. Протоієрей Маюжинський довідувався через знайомих про можливі облави й попереджував семінаристів. Не раз їм доводилося втікати під час навчання до річки Стир, а нацисти нікого не заставали в аудиторіях. Омелян Суничук став свідком як гітлерівці знищували євреїв з луцького гетто.

#### Долучення до УПА
У жовтні 1942 року Омелян повернувся в рідне Більче, допомагав батькам по господарству. Саме в цей період активно формувалися сотні Української повстанської армії для боротьби з окупантами. Друзями Омеляна були брати Казвани – Дмитро і Микола із сусіднього села Охматків Демидівського району. Вони пішли в УПА.
Омелян Суничук наприкінці 1943 року брав участь в поході на село Панська Долина Острожецького району.
Згодом із сотнею «Гірняка» Суничук перейшов у Тернопільську область. У бою з нацистами був поранений в ліву ногу. Лікувався в шпиталі УПА у селі Красне Демидівського району. Та невдовзі поблизу з'явився загін радянських партизанів і лишатися було небезпечно, відтак поранених розташували по різних селах. 14 січня 1944 р. Омелян повернувся до батьків у село Більче.
Навесні 1944 року Омелян разом з іншими повстанцями вирушив у похід через кордон у Чехословаччину. Проте через зрадника потрапили у засідку НКВД. Були оточені й виходили з бою по одному – кому як вдавалося. Багато членів УПА загинуло в лісі. Омелян, відступаючи, підірвався на міні, але отримав легке поранення. Вдома у батьків лишатися було небезпечно – радянська влада на всю розгорнула масові репресії проти місцевого населення, яке підтримувало УПА. Взявши довідку про закінчення богословсько-пастирських курсів, Суничук вирушає до Луцька.

#### Священник
Разом із товаришем-священником, Омелян, одягнутий в рясу послушника, 25 кілометрів цілу добу добирався в Луцьк. Пішки йшли ночами, вдень було небезпечно. Однак, єпископа не застали. Дали посвідку, з якою треба було звернутися у Богоявленський монастир у Кременці.
Сівши на попутну машину, Суничук добрався у обитель, що була в 1941-1943 рр. резиденцією глави Автономної Православної Церкви в Україні. Лишився при монастирі послушником, через два тижні став дияконом.
Черех два місяці Омеляна висвятили у священники. Таке поспішне посвячення було спрямоване на порятунок  людей, наближених до церкви, від мобілізації в радянську армію. Так і Омелян, як служитель церкви, отримав у воєнкоматі відтермінування від військової служби.
Деякий час Омелян із монастиря їздив у Луцьк: купляв парафін, а там давав виробляти свічки для потреб обителі. У Кременці він відновив зв’язки з націоналістичним підпіллям і отримав завдання легалізуватися для продовження боротьби.
У 1944 році  Суничук оженився на лучанці Леоніді, молодшій за нього на два роки. Переїхав жити у Луцьк. У 1945 року в їх сім’ї народилася донька.
У Луцьку Омеляна Суничука викликали у СМЕРШ – відділ контррозвідки, що вів боротьбу з націоналістичним підпіллям. Запропонували співпрацювати, працюючи священником у волинських селах збирати інформацію, щоб виявляти бандерівців і тих, хто їм допомагає. Він пообіцяв дати відповідь за два тижні.
За цей час зустрівся з товаришами з ОУН і УПА та розповів їм про цю пропозицію. Друзі порадили погодитися на співпрацю і вести подвійну гру: здавати лише ту інформацію, яка вихідна націоналістам, і таким чином допомагати підпіллю. Суничук так і зробив.
Зустрічі в Луцьку зі СМЕРШ були рідко, а та інформація, яку їм подавав, не шкодила людям – вона стосувалася або загиблих повстанців, або тих, що вже відійшли за кордон.
Із жовтня 1946 року Омелян Суничук був священником у селах Затурці та Семереньки Локачинського району.  Будучи священиком, підтримував зв'язки з членами ОУН, допомогав збором коштів і продуктів для УПА.

#### Ув'язнення
У 1949 році Суничука переводять на парафію у село Пірванче Горохівського району.  За кілька тижнів, під час його приїзду до сім’ї в Луцьк, 1 квітня 1949 року Омеляна арештовує УМГБ. Його батьків на Рівненщині також піддали репресіям. Батько помер, а мати лишилася одна. Після арешту Омеляна, до неї з Луцька переїхала донька Ольга.
У кримінальній справі № 8997, що зберігається сьогодні в архіві СБУ Волинської області, йдеться, що Суничук, будучи священником, мав виразну антирадянську позицію, яку не приховував від своїх прихожан у селах Затурці та Семереньки Локачинського району. Про це свідчать протоколи допитів багатьох селян, які розповідають, що він висловлювався проти колгоспів, любив співати українські патріотичні пісні, пропагував віру в Бога і Україну.
На слідстві в Луцьку його били й жорстоко катували. До звинувачення у справі дошивається все, що могло погіршити його становище. Попри лише двотижневе перебування Омеляна в допоміжній поліції у червні 1941 р., йому інкримінують участь в арештах нацистами «радянсько-колгоспного активу». Найголовнішим же звинуваченням є участь в Українській Повстанській Армії, вказується навіть яку зброю використовував у боях проти ворогів.
Окремою сторінкою звинувачення йде участь у нападі на поляків. Суничуку інкримінують на різних сторінках кримінальної справи убивство від 3 до 10 тисяч поляків села Панська Долина Острожецького району. Це при тому, що у селі налічувалося лише понад 50 хат і там фізично не змогло б проживати навіть пів тисячі поляків! (А згодом, у 1956 році Острожецька районна рада надасть довідку слідчому КГБ за підписом М.Чалого і печаткою, що «Села Панська долина в Острожецькому районі не було і немає»).
Після оголошення обвинувального висновку, слідчий відділ Волинського МГБ 20 липня 1949 р. постановив засудити Омеляна Суничука на 10 років ув’язнення. Однак із КГБ Києва надійшла вказівка відправити справу Суничука на розгляд Особливої Наради МГБ СРСР з клопотанням про засудження на 25 років ув’язнення.
24 вересня 1949 року це клопотання підтримали. Омеляна Суничука відправили відбувати найвищий термін покарання, який називали «бандерівський стандарт» у табір особливого режиму утримання – «Степлаг» у Казахстані. Невідомою лишилася доля дружини Леоніди, у касаційній скарзі Омелян згадав лише, що донька лишилася сиротою. Подальша доля дитини – невідома.

#### Відбування покарання
У січні 1950 року Омеляна Суничука привезли відбувати ув’язнення в Степлаг. Під час відбування покарання брав участь у Кенгірському повстанні.

#### Подальша доля
У червні 1956 р. справу Омеляна Суничука переглянути і термін ув’язнення скоротили. Після 21 липня його звільнили. Відправили на поселення у Хабаровський край на острів Бандарина.
На Волині у 1956 році ще тривала боротьба НКВД проти ОУН і УПА. І повернення Суничука не сподобалося владі. Через два дні міліція дала йому 24 години, щоб покинути Луцьк.
Омелян зрозумів, що небезпека реальна, тож зголосився на роботу в Джезказган у Казахстані. І виїхав.
Працював на шахті. Одружився на місцевій дівчині Раїсі. У сім’ї виростили доньку Ларису. У 1958 році під час аварії на шахті Омелян Суничук отримав важку травму голови і став інвалідом II групи.
У 80-х роках Омелян Суничук із дружиною переїхали у місто Комсомольськ (нині – Горішні Плавні) Полтавської області. Тут їм купили квартиру їхні донька і зять.
У 1994 році у Москві відбулася конференція «Спротив у ГУЛАГу». За запрошенням у ній взяв участь Суничук. Побачився із багатьма друзями по неволі, згадав важке концтабірне минуле.

Після повернення додому звернувся у Волинську обласну прокуратуру за реабілітацією, але отримав відмову. Скрутні умови існування у 90-х, важкі хвороби змусили Суничука у 1997 році вдруге звернутися за реабілітацією на Волинь.
«Я жертва сталінсько-комуністичного режиму. Бувший священик, а нині інвалід, нікому не потрібний», – йшлося у листі-зверненні. 
Однак 12 лютого 1998 року знову отримав відмову. Важко хворіючи, він дожив свій вік на Полтавщині.

## Бунтар ГУЛАГу
Із 16 травня до 26 червня 1954 року тривало  Кенгірське повстання. Тисячі беззбройних в’язнів повстали проти беззаконня і нелюдського існування. Вигнали табірну адміністрацію, об’єднали дві чоловічі й жіночу зону й висунули ряд вимог до влади, вимагали приїзду комісії з Москви.
Омелян користувався авторитетом у політв’язнів, не раз у колі земляків розповідав історію України. А під час повстання вони запросили його у комітет, щоб від імені повстанців вів переговори з московським начальством. Серед багатьох вимог про гідне ставлення і людські умови утримання, було й звільнення неповнолітніх та інвалідів, але найголовніше – перегляд справ засуджених і зменшення їм термінів ув’язнення.
Влада вела переговори, залякувала повсталих, навіть задовольнила деякі вимоги. А побачивши, що кенгірці налаштовані боротися за права людини до кінця, вирішила придушити повстання силою. Вночі 26 червня у зону ввели п’ять танків і озброєних солдатів із собаками. Проливши ріки крові від сотень невинних жертв, Кенгірське повстання зупинили.
Омелян Суничук вижив. Сидів у тюрмі, проходив слідство, писав численні звернення з проханням переглянути його справу.
Хоч Кенгірське повстання придушили, бунти й надалі тривали у таборах, але вже менших масштабів. Зрештою, систему ГУЛАГу було реформовано.